# راندي غيفنز
راندي غيفنز (بالإنجليزية: Randy Givens) هي عداءة سريعة أمريكية، ولدت في 27 مارس 1962 في الإسكندرية في الولايات المتحدة.

## وصلات خارجية
- راندي غيفنز على موقع الاتحاد الدولي لألعاب القوى (الإنجليزية)
- راندي غيفنز على موقع أوليمبيديا (الإنجليزية)